# تاریخ اقیانوسیه

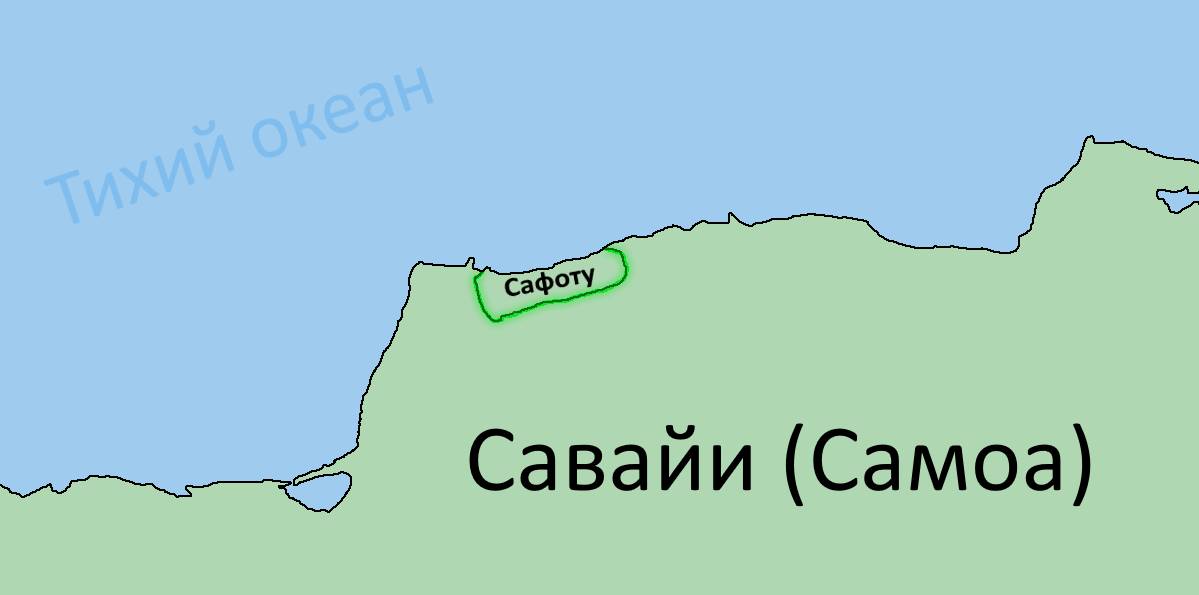
اقیانوسیه بر اساس نقشه

تاریخ اقیانوسیه شامل تاریخ استرالیا، جزیره ایستر، فیجی، هاوایی، نیوزیلند، پاپوآ گینه نو، گینه نو غربی و دیگر کشورهای جزیره‌ای اقیانوس آرام است.

## ماقبل تاریخ
ماقبل تاریخ اقیانوسیه به ماقبل تاریخ هر یک از مناطق اصلی آن تقسیم می‌شود: استرالیا، ملانزی، میکرونزی و پلی‌نزی، و این مناطق از نظر زمان سکونت اولیه انسان‌ها از ۷۰۰۰۰ سال پیش (اقیانوسیه نزدیک) تا ۳۰۰۰ سال پیش (اقیانوسیه دور) بسیار متفاوت هستند.

## استرالیا
بومیان استرالیا ساکنان اصلی قاره استرالیا و جزایر نزدیک آن هستند. بومیان استرالیا حدود ۷۰۰۰۰ سال پیش از آفریقا به آسیا مهاجرت کردند و حدود ۵۰۰۰۰ سال پیش به استرالیا رسیدند. ساکنان جزایر تنگه تورس بومیان جزایر تنگه تورس هستند که در شمالی‌ترین نقطه کوئینزلند در نزدیکی پاپوآ گینه نو قرار دارند. اصطلاح «بومی» به طور سنتی فقط به ساکنان بومی سرزمین اصلی استرالیا و تاسمانی، به همراه برخی از جزایر مجاور، یعنی «مردمان اولیه» اطلاق می‌شود. بومیان استرالیا اصطلاحی فراگیر است که هنگام اشاره به بومیان و ساکنان جزایر تنگه تورس به کار می‌رود
قدیمی‌ترین بقایای قطعی انسانی که تا به امروز یافت شده، مربوط به انسان مونگو است که قدمت آن حدود ۴۰۰۰۰ سال تخمین زده شده است، اما زمان ورود اجداد بومیان استرالیا موضوع بحث بین محققان است و تخمین‌ها به ۱۲۵۰۰۰ سال پیش برمی‌گردد. تنوع زیادی در بین جوامع و اقوام بومی مختلف در استرالیا وجود دارد که هر کدام ترکیبی منحصر به فرد از فرهنگ‌ها، آداب و رسوم و زبان‌های خود را دارند. در استرالیای امروزی، این گروه‌ها به جوامع محلی بیشتری تقسیم می‌شوند.

## ملانزی
اولین مهاجران استرالیا، گینه نو و جزایر بزرگ در شرق، بین ۵۰۰۰۰ تا ۳۰۰۰۰ سال پیش، زمانی که نئاندرتال‌ها هنوز در اروپا پرسه می‌زدند، به آنجا رسیدند. ساکنان اولیه گروهی از جزایر که اکنون ملانزی نامیده می‌شوند، احتمالاً اجداد مردم پاپوآیی زبان امروزی بوده‌اند. آنها که از جنوب شرقی آسیا مهاجرت کرده بودند، به نظر می‌رسد این جزایر را تا جزایر اصلی جزایر سلیمان (مجمع‌الجزایر)، از جمله ماکیرا و احتمالاً جزایر کوچک‌تر در شرق، اشغال کرده‌اند. 
به ویژه در امتداد ساحل شمالی گینه نو و در جزایر شمال و شرق گینه نو، مردمان آسترونزیایی که کمی بیش از ۳۰۰۰ سال پیش به این منطقه مهاجرت کرده بودند، با این جمعیت‌های از پیش موجود مردمان پاپوآیی زبان تماس پیدا کردند. در اواخر قرن بیستم، برخی از دانشگاهیان دوره طولانی تعامل را پیشنهاد کردند که منجر به تغییرات پیچیده متعددی در ژنتیک، زبان‌ها و فرهنگ‌های این مردمان شد. کایزر و همکاران پیشنهاد کردند که از این منطقه، گروه بسیار کوچکی از مردم (که به زبان آسترونزیایی صحبت می‌کردند) به سمت شرق عزیمت کردند تا اجداد مردم پلی‌نزی شوند. 
با این حال، این نظریه با یافته‌های یک مطالعه ژنتیکی که توسط دانشگاه تمپل در سال ۲۰۰۸ منتشر شد، در تضاد است. این مطالعه بر اساس اسکن ژنوم و ارزیابی بیش از ۸۰۰ نشانگر ژنتیکی در میان طیف گسترده‌ای از مردم اقیانوس آرام انجام شد و نشان داد که نه پلی‌نزیایی‌ها و نه میکرونزیایی‌ها ارتباط ژنتیکی زیادی با ملانزیایی‌ها ندارند. هر دو گروه از نظر ژنتیکی به شدت با آسیای شرقی، به ویژه بومیان تایوانی، مرتبط هستند. به نظر می‌رسد که اجداد پلی‌نزیایی، پس از توسعه قایق‌های بادبانی خود، از شرق آسیا مهاجرت کردند، به سرعت در مسیر خود از منطقه ملانزی عبور کردند و به مناطق شرقی رفتند و در آنجا ساکن شدند. آنها شواهد ژنتیکی کمی در ملانزی به جا گذاشتند. 
این مطالعه میزان بالایی از تمایز و تنوع ژنتیکی را در بین گروه‌های ساکن در جزایر ملانزی نشان داد، و مردم بر اساس جزیره، زبان، توپوگرافی و جغرافیا در بین جزایر متمایز بودند. چنین تنوعی در طول ده‌ها هزار سال سکونت آنها، قبل از ورود اجداد پلی‌نزیایی به جزایر، ایجاد شد. 
تجزیه و تحلیل بیشتر DNA، تحقیقات را به مسیرهای جدیدی سوق داده است، زیرا گونه‌های انسانی بیشتری از اواخر قرن بیستم کشف شده‌اند. سوانته پابو بر اساس مطالعات ژنتیکی خود بر روی انسان‌تبار دنیسووا، یک گونه باستانی انسان که در سال ۲۰۱۰ کشف شد، ادعا می‌کند که اجداد باستانی انسان‌های ملانزیایی در آسیا با این انسان‌ها آمیزش داشته‌اند.
او دریافته است که مردم گینه نو ۴ تا ۶ درصد از ژنوم خود را با دنیسوان‌ها به اشتراک دارند که نشان‌دهنده این تبادل است. دنیسوان‌ها پسرعموی نئاندرتال‌ها در نظر گرفته می‌شوند. اکنون مشخص شده است که هر دو گروه از آفریقا مهاجرت کرده‌اند، نئاندرتال‌ها به اروپا رفتند و دنیسوان‌ها حدود ۴۰۰۰۰۰ سال پیش به سمت شرق رفتند. این بر اساس شواهد ژنتیکی از فسیلی است که در سیبری یافت شده است. شواهد ملانزیایی نشان می‌دهد که قلمرو آنها تا جنوب آسیا گسترش یافته است، جایی که اجداد ملانزیایی‌ها در آنجا توسعه یافتند. 
ملانزیایی‌های برخی از جزایر، یکی از معدود مردمان غیراروپایی و تنها گروه تیره‌پوست خارج از استرالیا هستند که به داشتن موهای بور معروفند.

## میکرونزی
میکرونزی چندین هزار سال پیش مسکونی شد، اگرچه نظریه‌های رقیبی در مورد منشأ و ورود اولین مهاجران وجود دارد. به دلیل وسعت، الگوهای سکونت و آسیب‌های طوفان، مشکلات زیادی در انجام کاوش‌های باستان‌شناسی در این جزایر وجود دارد.
در نتیجه، بسیاری از شواهد مبتنی بر تحلیل‌های زبانی هستند. اولین آثار باستان‌شناسی تمدن در جزیره سایپان یافت شده است که به ۱۵۰۰ سال پیش از میلاد یا کمی قبل از آن برمی‌گردد.
اجداد میکرونزیایی‌ها بیش از ۴۰۰۰ سال پیش در آنجا ساکن شدند. یک سیستم غیرمتمرکز مبتنی بر رئیس قبیله در نهایت به یک فرهنگ اقتصادی و مذهبی متمرکزتر با محوریت یاپ و پونپی تبدیل شد. پیشینه بسیاری از جزایر میکرونزی مانند یاپ به خوبی شناخته شده نیست. 
در پُناپی، تاریخ پیش از استعمار به سه دوره تقسیم می‌شود: موهین کاوا یا موهین آراماس (دوره ساختمان‌سازی یا دوره اسکان، قبل از حدود ۱۱۰۰)؛ موهین سائو دلئور (دوره ارباب دلئور، حدود ۱۱۰۰ تا حدود ۱۶۲۸) و موهین نانم‌وارکی (دوره نانم‌وارکی، حدود ۱۶۲۸ تا حدود ۱۸۸۵). افسانه‌های پُناپی می‌گویند که حاکمان سادولئور، اولین کسانی که حکومت را به پُناپی آوردند، منشأ خارجی داشتند. شکل متمرکز حکومت مطلقه سادولئور در افسانه‌های پُناپی به این صورت توصیف می‌شود که در طول چندین نسل به طور فزاینده‌ای سرکوبگر شده است خواسته‌های خودسرانه و طاقت‌فرسا، و همچنین شهرت توهین به خدایان پوناپی، باعث کینه‌توزی در میان پوناپیایی‌ها شد. سلسله ساودلور با حمله ایزوکلکل، یکی دیگر از بیگانگان نیمه‌افسانه‌ای، که حکومت ساودلور را با سیستم غیرمتمرکزتر نانم‌وارکی که امروزه وجود دارد جایگزین کرد، پایان یافت. ایزوکلکل به عنوان خالق سیستم اجتماعی نانم‌وارکی مدرن پوناپی و پدر مردم پومپی شناخته می‌شود
ساخت نان مادول، یک مجموعه مگالیتیک ساخته شده از کنده‌های گدازه بازالت در پوناپی، از اوایل سال ۱۲۰۰ میلادی آغاز شد. نان مادول در نزدیکی پوناپی، در ساحل جزیره تمون واقع شده است و شامل مجموعه‌ای از جزایر مصنوعی کوچک است که توسط شبکه‌ای از کانال‌ها به هم متصل شده‌اند و اغلب ونیز اقیانوس آرام نامیده می‌شود. این شهر در نزدیکی جزیره پوناپی واقع شده و مقر تشریفاتی و سیاسی سلسله  سادولئور بود که حدود ۲۵۰۰۰ نفر از مردم پوناپی را تا زمان فروپاشی سیستم متمرکز آن در بحبوحه حمله ایزوکلکل متحد کرده بود. ایزوکلکل و نوادگانش در ابتدا شهر سنگی را اشغال کردند، اما بعداً آن را رها کردند. 
اولین مردم جزایر ماریانای شمالی در دوره‌ای بین ۴۰۰۰ تا ۲۰۰۰ سال قبل از میلاد از جنوب شرقی آسیا به این جزایر راه یافتند. آنها به عنوان چاموروها شناخته شدند و به زبانی اتریشونیایی به نام چامورو صحبت می‌کردند. چاموروی باستانی تعدادی ویرانه‌های سنگی، از جمله سنگ لاته، از خود به جا گذاشته است. مردم رفالواش یا کارولینی در دهه ۱۸۰۰ از جزایر کارولین به ماریاناها آمدند. استعمارگران میکرونزی به تدریج در طول هزاره دوم قبل از میلاد در جزایر مارشال ساکن شدند و ناوبری بین جزیره‌ای با استفاده از نمودارهای سنتی امکان‌پذیر شد. 

## پلی‌نزی
شواهد زبان‌شناسی، باستان‌شناسی و ژنتیک انسانی، پلی‌نزیایی‌ها را زیرمجموعه‌ای از مردمان مهاجر دریایی آسترونزیایی معرفی می‌کند و ردیابی زبان‌های پلی‌نزیایی، ریشه‌های ماقبل تاریخ آنها را در مجمع‌الجزایر مالایی و در نهایت، در تایوان قرار می‌دهد. بین حدود ۳۰۰۰ تا ۱۰۰۰ سال پیش از میلاد، گویشوران زبان‌های آسترونزیایی از تایوان به آسیای جنوب شرقی دریایی گسترش یافتند، به عنوان قبایلی که تصور می‌شود حدود ۸۰۰۰ سال پیش از طریق جنوب چین به لبه‌های میکرونزی غربی و از آنجا به ملانزی سفر کرده‌اند، اگرچه آنها با چینی‌های هان که اکنون اکثریت مردم چین و تایوان را تشکیل می‌دهند، متفاوت هستند. سه نظریه در مورد گسترش ماقبل تاریخ انسان‌ها در سراسر اقیانوس آرام به پلی‌نزی وجود دارد. کایزر و همکاران (۲۰۰۰) این نظریه‌ها را به خوبی شرح می‌دهند:
- مدل قطار سریع‌السیر: گسترش اخیر (حدود ۳۰۰۰ تا ۱۰۰۰ پیش از میلاد) از تایوان، از طریق فیلیپین و شرق اندونزی و از شمال غربی ("سر پرنده") گینه نو، به جزیره ملانزی تقریباً در ۱۴۰۰ پیش از میلاد، و رسیدن به جزایر غربی پلی‌نزی در حدود ۹۰۰ پیش از میلاد. این نظریه توسط اکثر داده‌های ژنتیکی انسانی، داده‌های زبانی و داده‌های باستان‌شناسی فعلی پشتیبانی می‌شود.

- مدل بانک درهم‌تنیده: بر تاریخ طولانی تعاملات فرهنگی و ژنتیکی گویشوران آسترونزیایی با بومیان جزیره جنوب شرقی آسیا و ملانزیایی‌ها در طول مسیر تبدیل شدن به اولین پلی‌نزیایی‌ها تأکید دارد

- مدل قایق آهسته‌رو: مشابه مدل قطار سریع‌السیر اما با وقفه‌ای طولانی‌تر در ملانزی همراه با اختلاط (ژنتیکی، فرهنگی و زبانی) با جمعیت محلی. این موضوع توسط داده‌های کروموزوم Y کایزر و همکاران پشتیبانی می‌شود، که نشان می‌دهد هر سه هاپلوتیپ کروموزوم‌های Y پلی‌نزی را می‌توان تا ملانزی ردیابی کرد.

در سوابق باستان‌شناسی، ردپاهای مشخصی از این گسترش وجود دارد که به محققان اجازه می‌دهد مسیری را که طی کرده است، با اطمینان نسبی دنبال و تاریخ‌گذاری کنند.
تصور می‌شود که تقریباً در سال ۱۴۰۰ پیش از میلاد، «مردمان لاپیتا» (که به دلیل سنت سفالگری‌شان به این نام نامیده می‌شوند) در مجمع‌الجزایر بیسمارک در شمال غربی ملانزی ظاهر شدند. این فرهنگ از زمان ظهورش «از تایوان» در طول زمان و مکان سازگار و تکامل یافته است. به عنوان مثال، مردم لاپیتا پس از مواجهه و سازگاری با میوه نان در منطقه بردز هد در گینه نو، تولید برنج را کنار گذاشته بودند. در نهایت، شرقی‌ترین محل برای بقایای باستان‌شناسی لاپیتا که تاکنون کشف شده است، از طریق کار باستان‌شناسی در ساموآ بوده است. این محل در مولی‌فانوا در آپولو قرار دارد. محل مولی‌فانوا، که در آن ۴۲۸۸ سفال یافت و مورد مطالعه قرار گرفته است، بر اساس تاریخ‌گذاری قرن چهاردهم، قدمت «واقعی» حدود ۱۰۰۰ پیش از میلاد دارد یک مطالعه در سال ۲۰۱۰، آغاز توالی‌های باستان‌شناسی انسانی پلی‌نزی در تونگا را به ۹۰۰ سال قبل از میلاد مسیح نسبت می‌دهد، تفاوت‌های اندک در تاریخ‌ها با ساموآ به دلیل تفاوت در فناوری‌های تاریخ‌گذاری رادیوکربن بین سال‌های ۱۹۸۹ تا ۲۰۱۰ است، ظاهراً سایت تونگایی در زمان واقعی چند دهه از سایت ساموآیی جلوتر است.
تنها در عرض سه یا چهار قرن، بین حدود ۱۳۰۰ تا ۹۰۰ پیش از میلاد، فرهنگ باستان‌شناسی لاپیتا ۶۰۰۰ کیلومتر به سمت شرق از مجمع‌الجزایر بیسمارک گسترش یافت و تا فیجی، تونگا و ساموآ رسید. منطقه تونگا، فیجی و ساموآ به عنوان دروازه‌ای به بقیه منطقه اقیانوس آرام که اکنون با نام پلی‌نزی شناخته می‌شود، عمل می‌کرد. اسطوره‌های باستانی تونگا، همانطور که توسط کاوشگران اولیه اروپایی ثبت شده است، جزایر «آتا» و «تونگاتاپو» را به عنوان اولین جزایری که توسط مائویی از اعماق اقیانوس به سطح آورده شده‌اند، گزارش می‌دهند. 
«امپراتوری توئی تونگا» یا «امپراتوری تونگا» در اقیانوسیه، توصیفاتی هستند که گاهی به توسعه‌طلبی و سلطه‌ی پیش‌بینی‌شده‌ی تونگا نسبت داده می‌شوند که به سال ۹۵۰ میلادی برمی‌گردد، اما در اوج خود در دوره‌ی ۱۲۰۰ تا ۱۵۰۰ میلادی بوده است. در حالی که محققان و کارشناسان فرهنگی مدرن، نفوذ گسترده‌ی تونگا و شواهدی از تجارت فرااقیانوسی و تبادل مصنوعات فرهنگی مادی و غیرمادی را تأیید می‌کنند، شواهد تجربی مبنی بر وجود یک امپراتوری «سیاسی» که برای مدت طولانی توسط حاکمان متوالی اداره شده باشد، وجود ندارد.
مطالعات باستان‌شناسی، مردم‌شناسی و زبان‌شناسی مدرن، نفوذ گسترده فرهنگی تونگایی‌ها را تأیید می‌کند که به طور گسترده از شرق یووه‌آ، روتوما، فوتونا، ساموآ و نیوئه، بخش‌هایی از میکرونزی (کیریباتی، پوناپی)، وانواتو، و کالدونیای جدید و جزایر لویالتی را در بر می‌گیرد و در حالی که برخی از دانشگاهیان اصطلاح «سرزمین دریایی» را ترجیح می‌دهند، دیگران استدلال می‌کنند که اگرچه با نمونه‌های دیگر بسیار متفاوت است، اما «امپراتوری» احتمالاً راحت‌ترین اصطلاح است. 
هنر سفالگری از شهرهای فیجی نشان می‌دهد که فیجی قبل یا حدود ۳۵۰۰ تا ۱۰۰۰ سال قبل از میلاد مسیح مسکونی بوده است، اگرچه جزئیات مهاجرت از اقیانوس آرام همچنان مبهم است. اعتقاد بر این است که مردم لاپیتا یا اجداد پولینزی‌ها ابتدا در این جزایر ساکن شدند، اما اطلاعات زیادی در مورد سرنوشت آنها پس از ورود ملانزی‌ها در دست نیست. آنها ممکن است تا حدودی بر فرهنگ جدید تأثیر گذاشته باشند و شواهد باستان‌شناسی نشان می‌دهد که پولینزی‌ها سپس به تونگا، ساموآ و حتی هاوایی نقل مکان کرده‌اند.
اولین سکونتگاه‌ها در فیجی حدود ۵۰۰۰ سال پیش توسط بازرگانان و مهاجران مسافر از غرب آغاز شد. سفال‌های لاپیتا در کاوش‌های متعدد در سراسر کشور یافت شده‌اند. جنبه‌هایی از فرهنگ فیجی شبیه به فرهنگ ملانزیایی غرب اقیانوس آرام است، اما ارتباط قوی‌تری با فرهنگ‌های قدیمی‌تر پلی‌نزی دارد. فیجی با امتداد ۱۰۰۰ کیلومتر (۶۲۰ مایل) از شرق به غرب، ملتی با زبان‌های متعدد بوده است. تاریخ فیجی، تاریخ سکونت و همچنین تحرک بوده است.
در طول قرن‌ها، فرهنگ منحصر به فرد فیجیایی توسعه یافت. جنگ مداوم و آدم‌خواری بین قبایل متخاصم بسیار شایع و بخش بزرگی از زندگی روزمره بود. در قرن‌های بعد، شهرت سبک زندگی آدم‌خواری، ملوانان اروپایی را از نزدیک شدن به آب‌های فیجی باز داشت و فیجی نام جزایر آدم‌خوار را به خود گرفت؛ در نتیجه، فیجی برای سایر نقاط جهان ناشناخته ماند. 
بازدیدکنندگان اولیه اروپایی از جزیره ایستر، سنت‌های شفاهی محلی را در مورد مهاجران اولیه ثبت کرده‌اند. در این سنت‌ها، ساکنان جزیره ایستر ادعا کرده‌اند که رئیس قبیله هوتو ماتوآ با یک یا دو قایق بزرگ به همراه همسر و خانواده گسترده‌اش به جزیره رسیده است. اعتقاد بر این است که آنها اهل پلی‌نزی بوده‌اند. در مورد صحت این افسانه و همچنین در مورد تاریخ سکونت، عدم قطعیت قابل توجهی وجود دارد. منابع منتشر شده نشان می‌دهد که این جزیره حدود ۳۰۰-۴۰۰ میلادی یا تقریباً همزمان با ورود اولین مهاجران به هاوایی، مسکونی بوده است.
برخی از دانشمندان می‌گویند که جزیره ایستر تا ۷۰۰-۸۰۰ میلادی مسکونی نبوده است. این محدوده زمانی بر اساس محاسبات گلوتوکرونولوژی و سه تاریخ‌گذاری رادیوکربن از زغال چوب است که به نظر می‌رسد در طول فعالیت‌های جنگل‌زدایی تولید شده است. 
علاوه بر این، یک مطالعه اخیر که شامل تاریخ‌گذاری رادیوکربن از موادی است که تصور می‌شود بسیار قدیمی باشند، نشان می‌دهد که این جزیره در سال ۱۲۰۰ میلادی مسکونی بوده است. به نظر می‌رسد این موضوع با مطالعه‌ای در سال ۲۰۰۶ در مورد جنگل‌زدایی جزیره، که می‌توانسته تقریباً در همان زمان شروع شده باشد، پشتیبانی می‌شود. یک نخل بزرگ و اکنون منقرض شده، Paschalococos disperta (مرتبط با نخل شراب شیلی (Jubaea chilensis))، یکی از درختان غالب بود که شواهد فسیلی آن را تأیید می‌کنند. این گونه که منحصر به جزیره ایستر است، به دلیل جنگل‌زدایی توسط مهاجران اولیه پلی‌نزی منقرض شد. 

## تماس و اکتشاف اروپاییان (دهه 1500 تا 1700)

### پیشگامان ایبری

#### اکتشافات اولیه ایبری
اقیانوسیه نخستین بار توسط اروپاییان از قرن شانزدهم کشف شد. دریانوردان پرتغالی بین سال‌های ۱۵۱۲ و ۱۵۲۶ به جزایر ملوک ( توسط آنتونیو د آبرو و فرانسیسکو سرائو در ۱۵۱۲)، تیمور، جزایر آرو، جزایر تانیبار و پاپوآ گینه نو (خورخه د منزز در ۱۵۲۶) رسیدند. در سال ۱۵۱۹، یک سفر اکتشافی اسپانیایی که به رهبری فردیناند ماژلان در امتداد سواحل شرقی آمریکای جنوبی حرکت کرد، تنگه‌ای را بین تیرا دل فوئگو و سرزمین اصلی آمریکای جنوبی یافت که بعداً تنگه ماژلان نام گرفت و در ۲۸ نوامبر ۱۵۲۰ وارد اقیانوسی شد که خود او آن را «اقیانوس آرام» نامید. این سه کشتی به سمت شمال حرکت کردند و بادهای بسامان آن‌ها را از اقیانوس آرام عبور دادند و از جزایر زیادی از اقیانوسیه تا فیلیپین گذراند و ماژلان در این نواحی کشته شد. . یک کشتی بازمانده به رهبری خوان سباستین الکانو به غرب و از طریق اقیانوس هند بازگشت و دیگری به امید یافتن بادهای غربی و رسیدن به مکزیک به سمت شمال رفت. این کشتی نتوانست بادهای مناسب را پیدا کند و مجبور شد به هند شرقی بازگردد. سفر اکتشافی ماژلان-الکانو اولین سفر دور دنیا را انجام داد و به فیلیپین، جزایر ماریانا و دیگر جزایر اقیانوسیه رسید.
هلندی‌ها اولین اروپایی بودند که خطوط ساحلی استرالیا، تاسمانی، نیوزیلند، تونگا، فیجی، ساموآ و جزیره ایستر را کاوش و نقشه‌برداری کردند. در قرن هفدهم، دریانوردان و کاوشگران شرکت هند شرقی هلند تقریباً از سه چهارم خط ساحلی استرالیا، به استثنای ساحل شرقی، نقشه‌برداری کردند. آبل تاسمان اولین کاوشگر اروپایی شناخته شده‌ای بود که به جزایر سرزمین ون دیمن (تاسمانی کنونی) و نیوزیلند رسید و جزایر فیجی را دید. دریانورد او فرانسوا ویشر و بازرگانش ایزاک گیلسمانس بخش‌های وسیعی از استرالیا، نیوزیلند، تونگا و جزایر فیجی را نقشه‌برداری کردند. در ۲۴ نوامبر ۱۶۴۲، آبل تاسمان ساحل غربی تاسمانی را در شمال بندر مک کواری دید. او کشف خود را سرزمین ون دیمن به نام آنتونیو فان دیمن، فرماندار کل هند شرقی هلند نامید. در آن زمان از دو جزیره نیز نام برده شده که مشخص نیست وجود دارند یا خیر. اینها ماریا ترزا و ارنست لگووه در حدود ۳۵ درجه جنوبی و ۱۵۰ درجه غربی هستند. گفته می‌شود که این جزایر در سال‌های ۱۸۴۳ و ۱۹۰۲ دیده شده‌اند، اما از آن زمان تاکنون هرگز پیدا نشده‌اند.
استرالیا در سال ۱۷۸۸ و نیوزیلند در سال ۱۸۴۰ مستعمره بریتانیا شدند و به دنبال آن‌ها فیجی نیز در سال ۱۸۷۲ مستعمره شد. در واقع، بسیاری از جزایر اقیانوسی بخشی از امپراتوری بریتانیا شدند. علاوه بر بریتانیا، قدرت‌های اروپایی دیگری نیز که بر بخش‌های خاصی از اقیانوسیه کنترل داشتند. به عنوان مثال، کالدونیای جدید از سال ۱۸۵۳ متعلق به فرانسه بود، همان‌طور که پلی‌نزی فرانسه از سال ۱۸۸۹ به آن کشور تعلق گرفت. آلمان نیز مستعمراتی را در آنجا ترتیب داد (برای نمونه، گینه نو آلمان در سال ۱۸۸۴ و ساموآ در سال ۱۹۰۰).
علاوه بر اروپا، ایالات متحده نیز به دنبال قلمروهایی در اقیانوسیه بود؛ بنابراین هاوایی در سال ۱۸۹۸ به یک قلمرو آمریکا تبدیل شد. چندین اختلاف بین ایالات متحده، آلمان و بریتانیا در مورد ساموآ منجر به کنوانسیون سه‌جانبه در سال ۱۸۹۹ شد. در طول جنگ جهانی اول، مستعمرات آلمان در اقیانوسیه به تصرف متفقین درآمد. در طول جنگ جهانی دوم، ژاپن به گینه نو، جزایر سلیمان و سایر جزایر اقیانوسی حمله کرد. آن‌ها در جریان نبرد دریای مرجان و کارزار مسیر کوکودا بازگردانده شدند. سرانجام ژاپن در سال ۱۹۴۵ شکست خورد. استرالیا و نیوزیلند در طول قرن بیستم تحت سلطه قرار گرفتند. به لطف اساسنامه وست مینستر در سال‌های ۱۹۴۲ و ۱۹۴۷، آن‌ها توانستند مستقل از بریتانیا قانون‌گذاری کنند. هاوایی در سال ۱۹۵۹ به یکی از ایالت‌های ایالات متحده تبدیل شد. فیجی و تونگا در سال ۱۹۷۰ مستقل شدند و به دنبال آن بسیاری از جزایر دیگر نیر کشورهای مستقلی شدند.
انجمن اقیانوس آرام جنوبی در سال ۱۹۷۱ ایجاد شد که بعداً در سال ۲۰۰۰ به مجمع جزایر اقیانوس آرام تبدیل شد. این سازمان همکاری بین ۱۶ کشور اقیانوسیه را ارتقا می‌دهد. جزیره بوگن‌ویل از نظر جغرافیایی بخشی از جزایر سلیمان است، اما از نظر سیاسی بخشی از پاپوآ گینه نو است. در سال ۱۹۷۵ این جزیره تلاش کرد تا مستقل شود، اما موفق نشد. به همین دلیل در دهه ۱۹۹۰ جنگ داخلی در این جزیره درگرفت. در نهایت این جزیره استقلال بیشتری به دست آورد، اما هرگز مستقل نشد.
در دهه ۱۹۸۰، فرانسه با انجام آزمایش‌های هسته‌ای در اقیانوسیه (در جزیره مرجانی مورروآ) به محیط زیست منطقه ضربه زد. چندین سازمان محیط زیست، از جمله گرین‌پیس با اعزام کشتی رینبو واریر به این موضوع اعتراض کرد. با این حال، سرویس‌های مخفی فرانسه کشتی را در سال ۱۹۸۵ در اوکلند نیوزیلند غرق کردند تا از رسیدن آن به مورروآ جلوگیری کنند. در سال ۱۹۷۵ تیمور شرقی از پرتغال استقلال یافت، اما اندونزی به زودی به آن حمله کرد. تیمور شرقی در نهایت در سال ۲۰۰۲ مستقل اعلام شد.